# 견제구

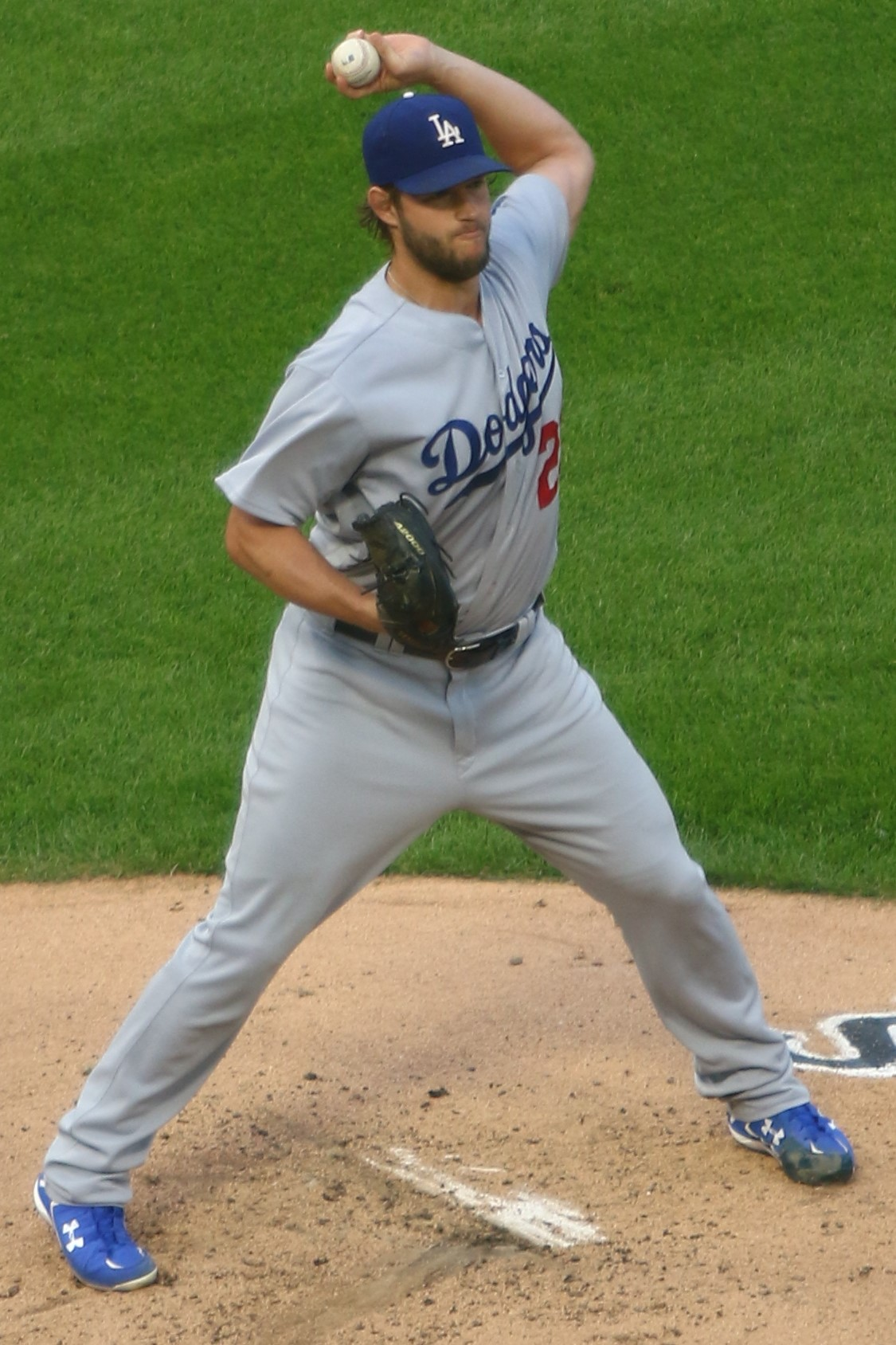

견제구(牽制球)는 야구에서 타자가 안타나 사사구 등으로 출루하여 베이스에 가 있을 때, 투수가 그 베이스에 송구하여 아웃시킬수 있게 하는 행동을 말한다.
주자는 도루 등을 준비할 수 있게 리드(가까운 베이스에서 3-4걸음 떨어져 있는 것)를 한다. 이때 투수가 신속히 주자가 대기하고 있는 베이스로 공을 던질 수 있다. 이 경우 수비수가 공을 잡은 뒤 주자가 베이스에 복귀하기 전에 태그시킬 수 있게 된다. 주자는 아웃되지 않기 위해 재빨리 돌아와 해당 베이스에 안착하거나, 또는 다음 베이스로 뛰어가기도 한다.

## 같이 보기
- 도루 저지
- 도루